# Wick (Szkocja)
Wick – miasto w Szkocji, w Highland. Leży 126,1 km od miasta Inverness, 295,5 km od miasta Glasgow i 277,8 km od Edynburga. W 2015 roku miasto liczyło 6970 mieszkańców.